# Camellia truncata
Camellia truncata là một loài thực vật có hoa trong họ Theaceae. Loài này được H.T.Chang & C.S.Ye mô tả khoa học đầu tiên năm 1990.